# Oonops sonora
Oonops sonora är en spindelart som beskrevs av Willis J. Gertsch och Davis 1942. Oonops sonora ingår i släktet Oonops och familjen dansspindlar. Inga underarter finns listade i Catalogue of Life.